# Marko Marulić

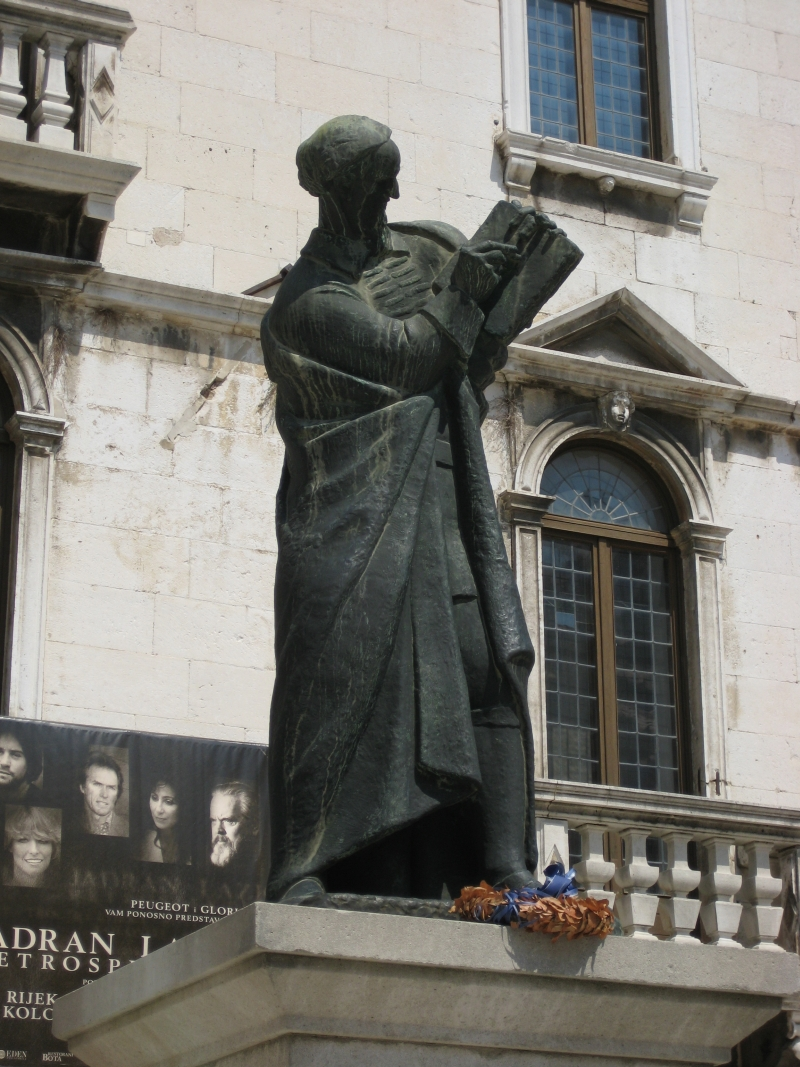
Beeld van Marko Marulić in Split.

Marko Marulić (Split, 18 augustus 1450 - Split, 5 januari 1524) was een Kroatische dichter en Christelijke humanist. Hij staat bekend als de vader van de Kroatische Renaissance. Hij signeerde zijn werk als Marko Marulić Splićanin ("Marko Marulić uit Split"), Marko Pečenić of Marcus Marulus Spalatensis.

## Werken in het Latijn
De bekendheid van Marko Marulić in Europa heeft met name te maken met het werk dat hij in het Latijn schreef. Deze werken zijn gepubliceerd en herdrukt in de 16e en 17e eeuw en in veel talen vertaald. De titel van zijn boek Psichiologia de ratione animae humanae is, voor zover bekend, het oudste literaire gebruik van het woord psychologie in de wereld. Bekend is verder het boek De institutione bene vivendi per exempla sanctorum, een moralistisch traktaat over Bijbelse inspiratie dat in 1506 in Venetië verscheen. Marko schreef ook een Evanglistarium, een systematische verhandeling over ethische principes die werd gepubliceerd in 1516. De van zijn hand verschenen Davidiad is een religieus werk met motieven uit de Bijbel (met name het verhaal van Koning David) en de klassieke oudheid (met name Vergilius). Dit laatste werk werd pas in 1924 ontdekt. Vervolgens raakte het weer kwijt, waarna het in 1952 opnieuw werd ontdekt en gepubliceerd.

## Werken in het Kroatisch
In de Kroatische taal is met name zijn epische gedicht Judita bekend. Hij schreef het gedicht in 1501 maar het verscheen pas in 1521 in Venetië. Het gedicht is gebaseerd op het deuterocanonieke Bijbelboek Judith. Andere in het Kroatisch verschenen werken zijn:
- Suzana
- Poklad i korizma
- Spovid koludric od sedam smrtnih grihov
- Anka satir
- Tuženje grada Hjerosolima
- Molitva suprotiva Turkom

## Trivia
- Tot de invoering van de euro in Kroatië, stond Marko Marulić op het briefje van 500 Kroatische kuna (HRK) afgebeeld.